# بهترینا
بهترینا (به اسپانیایی: Bestia) یک انیمیشن کوتاه استاپ موشن محصول سال ۲۰۲۱ شیلیایی به کارگردانی هوگو کوواروبیاس و نویسندگی مشترک با مارتین ارازو است. این فیلم برنده بهترین موضوع کوتاه انیمیشن در چهل و نهمین جوایز آنی شد. این فیلم همچنین در فهرست نهایی جایزه اسکار بهترین پویانمایی کوتاه در نود و چهارمین دوره جوایز اسکار قرار گرفت، که بعداً به این نامزدی دست یافت و به دومین فیلم کوتاه انیمیشن شیلیایی تبدیل شد که پس از «داستان خرس» در سال ۲۰۱۶ نامزد دریافت جایزه اسکار شد.